# Артур Бурда
Артур Бурда (Бјелско-Бјали, 1894 — 1984) био је пољски друштвени активиста, предузетник и почасни конзул Пољске у Краљевини Југославији.

## Биографија
Артур Бурда рођен је у Бјелско-Бјали. Био је пољски друштвени активиста и предузетник, почасни конзул Пољске у Краљевини Југославији и стручњак у узгоју рибе. Син је Виктора Бурде. Породица Бурда се 1899 преселила у Беч, гдје је његов отац био савјетник на двору Фрање Јосипа. Породица Бурда је од земаљске владе у Сарајеву добила сагласност за формирање рибњака у Бардачи и саничанима. 1934. Артур је основао Ротари клуб у Бањој Луци. Двије године касније именован је за почасног конзула. Био је веома активан у Пољској заједници у Босни и Херцеговини, био је покровитељ многих пољско-југословенских иницијатива. Након завршетка 2. св. рата имовина породице Бурда је конфискована, док је Артур наставио радити у области рибарства.
Виктор Бурда, његов отац је био један од пионира развоја аквакултуре на научној основи. Захваљујући свом научном раду.
Артур Бурда наставља породичну традицију и 1919. долази у Бардачу да преузме разрушене рибњаке у Бардачи и Саничанима. Између два рата изузетно успешно развија рубарство у Бардачи. Овом сведочи и чињеница да Артур Бурда са својих шест вагона извози рибу у Њемачку на основу сопствених техничких ријешења. Као оснивач и члан Ротари клуба Бања Лука 1934. постаје први председник. Две године касније проглашен је за почасног конзула у пољске у Краљевини Југославији.
Како је за вријеме Другог свјетског рата рибњак Бардача потпуно уништен, у новој ФНРЈ, Артур Бурда врши реконструкцију рибњак, гдје ради као савјетник до 1964. године. Након престанка рада у рибњаку Бардача, посвећује се превођењу и наставном раду, с обзиром да је говорио течно осам језика (српско-хтватски, пољски, њемачки, француски, енглески, холандски, италијански и шпански).
Умро је 1984. године у Бањој Луци и сахрањен је био прво на гробљу Св. Пантелија, а након тога на гробљу Св. Марко.